# Apogon lineatus
Apogon lineatus es una especie de pez de la familia de los apogónidos en el orden de los perciformes.

## Morfología
Los machos pueden llegar a alcanzar los 9 cm de longitud total.

## Distribución geográfica
Se encuentran desde Hokkaidō (Japón) hasta el Mar de la China Meridional. También en Omán.